# Ruffec (Charente)
Ne doit pas être confondue avec Ruffec, commune de l'Indre
Ruffec est une commune du Sud-Ouest de la France située dans le département de la Charente, en région Nouvelle-Aquitaine.
Ses habitants sont les Ruffécois et les Ruffécoises.
Cette petite cité, connue pour le parvis de son église Saint-André, est une ville d'étape sur la route de Paris à l'Espagne entre Poitiers et Angoulême.
Ruffec est au cœur de la troisième aire urbaine de la Charente avec 6 974 habitants en 2008, se classant très loin derrière Angoulême et Cognac. Cette petite ville est un pôle urbain secondaire exerçant une influence toute relative sur les confins septentrionaux du département.

## Géographie

### Localisation et accès
Ruffec est un chef-lieu de canton du Nord Charente, non loin du département de la Vienne, situé à 42 km au nord d'Angoulême et 63 km au sud de Poitiers.
Ruffec est aussi à 36 km à l'ouest de Confolens, 55 km au nord-est de Cognac, 56 km à l'est de Saint-Jean-d'Angély, 61 km de Niort, 85 km de Limoges, 105 km de La Rochelle et 145 km de Bordeaux.
La route principale qui traverse la commune est la N 10 entre Angoulême et Poitiers, aménagée en voie express et qui contourne la ville par l'ouest depuis juin 1976. Trois échangeurs desservent la ville.
Ruffec, ancienne sous-préfecture de la Charente, est aussi un important carrefour de routes départementales. La D 736 par au sud-ouest vers Rouillac et Cognac. La D 740 est la route secondaire de Limoges à Niort par Confolens, Ruffec et Chef-Boutonne ; elle va aussi en direction de l'océan par Saint-Jean-d'Angély. La D 26 va au nord-est vers Sauzé-Vaussais et Niort, et la D 8 au nord-est va vers Civray.
Ruffec possède aussi une gare sur la ligne de Paris à Bordeaux, desservie par des TER à destination d'Angoulême et de Poitiers.

### Hameaux et lieux-dits
Les quartiers à l'extérieur du centre-ville sont la Poultrie et chez Périllaud au nord, la zone industrielle à l'ouest près de la gare, Notre-Dame des Vignes au sud, et le Parc au pied de l'ancien château à l'est.
Le centre-ville, aussi appelé le Plateau, domine à l'est, dans la vallée de la Péruse, le petit quartier ancien du Pontreau (ou Pontereau).
En dehors de la ville, la commune possède quelques hameaux, comme Nouzières, les Gordins près de la forêt de Ruffec, Pérideau au nord.

### Communes limitrophes
|         | Les Adjots | Taizé-Aizie |
| Bernac  | Ruffec     | Condac      |
| La Faye | Courcôme   | Barro       |

### Géologie et relief
Située sur la bordure septentrionale du Bassin aquitain et au sud du seuil du Poitou, Ruffec est installée sur les terrains sédimentaires calcaires du Mésozoïque (Jurassique), qui s'appuient sur le Massif Armoricain au nord-ouest et le Massif central au sud-est.
Ce vaste plateau, d'une altitude moyenne de 120 m, laisse apparaître au sud-ouest des calcaires souvent argileux passant à des marnes vers Raix et Villefagnan (terre de groie), favorables aux céréales. On trouve les calcaires à silex du Bathonien sur une zone centrale et les calcaires fins du Callovien au sud de la commune. Le nord-est, recouvert par des argiles à silex (terre rouge à châtaigniers) chargées par endroits de pisolithes ferrugineuses. Ce substrat d'âge tertiaire est plus favorable à l'herbe et à la forêt (subsistance de la forêt de Ruffec au nord de la commune),,.
Le point culminant de la commune est à une altitude de 145 m, situé dans la forêt de Ruffec à l'extrémité nord-est. Le point le plus bas est à 83 m, situé le long du Lien en limite orientale. Le centre ville est à environ 100 m d'altitude.

### Végétation
Autrefois pays de bocages consacré à la polyculture, Ruffec était le point d'échanges entre les produits de l'élevage de la partie est et ceux des cultures venant de l'ouest.
Depuis la Seconde Guerre mondiale, le remembrement et l'agriculture productiviste ont uniformisé les paysages en faisant du Ruffécois une terre céréalière où le maïs irrigué a conquis tous les terrains, du fond des vallées aux plateaux calcaires, au détriment de l'élevage, qui aujourd'hui, se pratique essentiellement à la ferme en stabulation.

### Hydrographie

#### Réseau hydrographique
La commune est située dans le bassin versant de la Charente au sein du bassin Adour-Garonne. Elle est drainée par la Péruse,.
La Charente, qui coule du nord au sud, et son affluent de la rive droite, la Péruse-Lien au cours très sinueux, entaillent profondément le plateau (20 à 30 m de dénivelé). Le fond des vallées est recouvert par des alluvions fluviatiles propices aux prairies, puis près de la ville, aux jardins.
Depuis Bernac jusqu'à Ruffec, la Péruse (ou Péruze) est toujours à sec en été de par la nature karstique du sous-sol. L'eau du ruisseau se perd en effet dans les calcaires karstifiés du Bathonien pour ressurgir, d'une part à la forte résurgence du Lien en dessous de l'église Saint-André et, d'autre part, directement dans la Charente à Condac entre le bourg et Refousson.
À sa confluence avec le Lien, la Péruse devient une rivière permanente qui prend le nom de ce gros affluent, qui après seulement 2,5 km de cours méandreux va se jeter dans la Charente entre Condac et Rejallant.

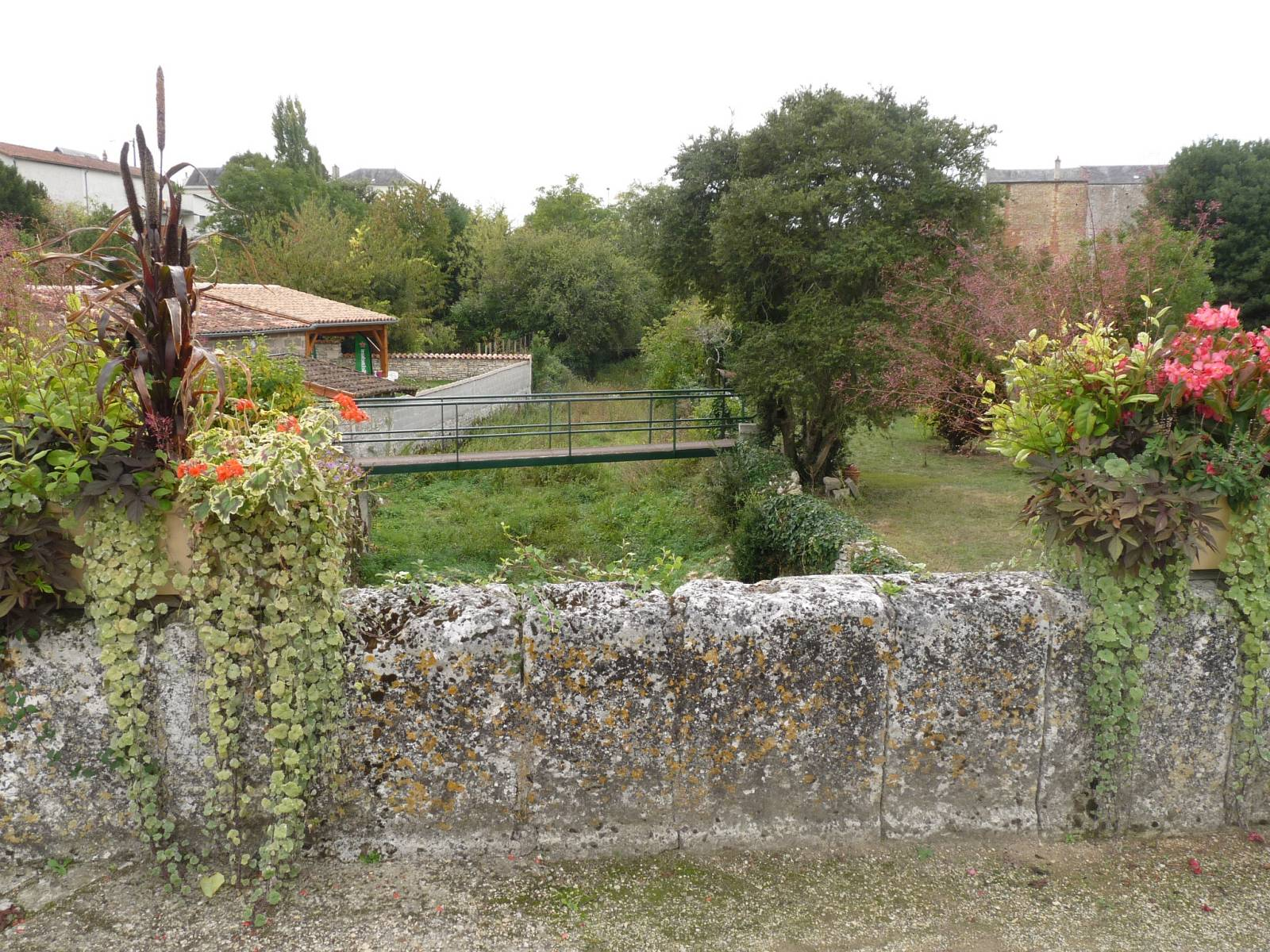
Le lit de la Péruse près de la chapelle Saint-Blaise.
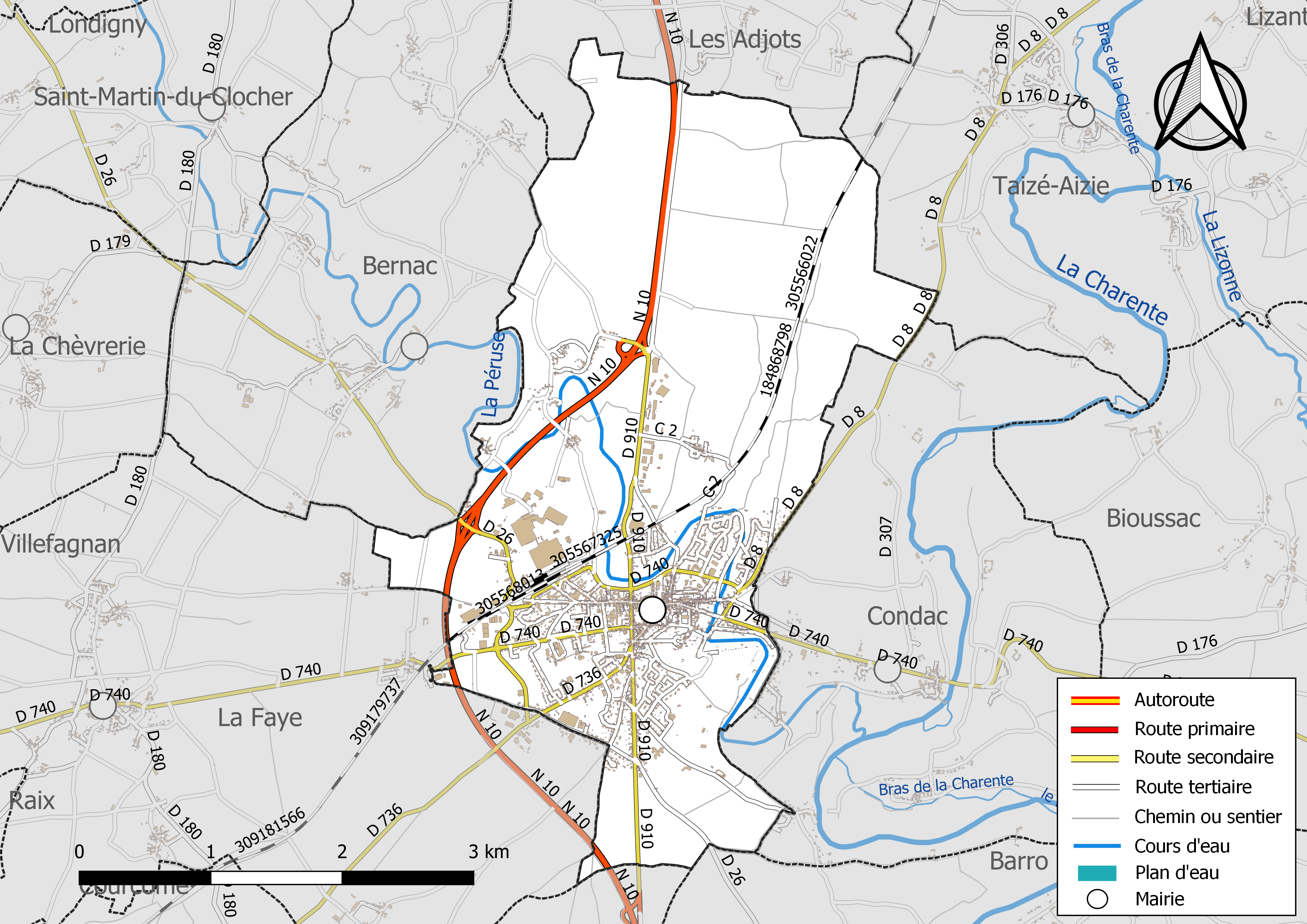
Réseaux hydrographique et routier de Ruffec.

#### Gestion des eaux
Le territoire communal est couvert par le schéma d'aménagement et de gestion des eaux (SAGE) « Charente ». Ce document de planification, dont le territoire correspond au bassin de la Charente, d'une superficie de 9 300 km2, a été approuvé le 19 novembre 2019. La structure porteuse de l'élaboration et de la mise en œuvre est l'établissement public territorial de bassin Charente. Il définit sur son territoire les objectifs généraux d’utilisation, de mise en valeur et de protection quantitative et qualitative des ressources en eau superficielle et souterraine, en respect des objectifs de qualité définis dans le troisième SDAGE  du Bassin Adour-Garonne qui couvre la période 2022-2027, approuvé le 10 mars 2022.

### Climat
Comme dans les trois quarts sud et ouest du département, le climat est océanique aquitain, légèrement dégradé au nord du département aux abords du seuil du Poitou. Il est sensiblement identique à celui de la ville de Cognac où est située la station météorologique départementale.
La station météorologique de Météo-France installée sur la commune et en service de 1877 à 2019 permet de connaître en continu l'évolution des indicateurs météorologiques. Le tableau détaillé pour la période 1981-2010 est présenté ci-après.
| Mois                                  | jan.           | fév.             | mars           | avril         | mai             | juin          | jui.            | août           | sep.            | oct.            | nov.          | déc.             | année     |
| ------------------------------------- | -------------- | ---------------- | -------------- | ------------- | --------------- | ------------- | --------------- | -------------- | --------------- | --------------- | ------------- | ---------------- | --------- |
| Température minimale moyenne (°C)     | 1,7            | 1,5              | 3,4            | 5,1           | 8,8             | 11,7          | 13,4            | 13,1           | 10,6            | 8,3             | 4,2           | 2,3              | 7         |
| Température moyenne (°C)              | 5              | 5,7              | 8,5            | 10,7          | 14,6            | 17,9          | 20,1            | 19,9           | 16,8            | 13,2            | 8,1           | 5,5              | 12,2      |
| Température maximale moyenne (°C)     | 8,3            | 9,9              | 13,6           | 16,3          | 20,3            | 24            | 26,8            | 26,7           | 23,1            | 18,2            | 12            | 8,7              | 17,4      |
| Record de froid (°C) date du record   | −19 16.01.1985 | −14,9 08.02.1991 | −11,6 02.03.05 | −4,4 07.04.08 | −1,4 03.05.1963 | 2 02.06.1975  | 4,2 17.07.1961  | 3,2 30.08.1986 | 1,2 18.09.1971  | −3,3 26.10.03   | −9 22.11.1993 | −11,4 31.12.1996 | −19 1985  |
| Record de chaleur (°C) date du record | 17,4 26.01.08  | 23,5 15.02.1998  | 26,6 20.03.05  | 29,6 30.04.05 | 33,3 29.05.01   | 38,4 30.06.15 | 38,6 21.07.1990 | 40,2 05.08.03  | 36,4 17.09.1987 | 30,3 02.10.1985 | 24 08.11.15   | 19 16.12.1989    | 40,2 2003 |
| Précipitations (mm)                   | 81,8           | 64               | 59,2           | 67,7          | 74,8            | 53,2          | 45,7            | 49,7           | 60,9            | 89,5            | 90,3          | 95,6             | 832,4     |

| Ville             | Ensoleillement · (h/an) | Pluie · (mm/an) |
| ----------------- | ----------------------- | --------------- |
| Médiane nationale | 1 852                   | 835             |
| Ruffec            | 2 025                   | 784             |
| Paris             | 1 717                   | 634             |
| Nice              | 2 760                   | 791             |
| Strasbourg        | 1 747                   | 636             |
| Brest             | 1 555                   | 1 230           |
| Bordeaux          | 2 070                   | 987             |

## Urbanisme

### Typologie
Au 1er janvier 2024, Ruffec est catégorisée bourg rural, selon la nouvelle grille communale de densité à 7 niveaux définie par l'Insee en 2022.
Elle appartient à l'unité urbaine de Ruffec, une agglomération intra-départementale dont elle est ville-centre,. Par ailleurs la commune fait partie de l'aire d'attraction de Ruffec, dont elle est la commune-centre,. Cette aire, qui regroupe 30 communes, est catégorisée dans les aires de moins de 50 000 habitants,.

### Occupation des sols
L'occupation des sols de la commune, telle qu'elle ressort de la base de données européenne d’occupation biophysique des sols Corine Land Cover (CLC), est marquée par l'importance des territoires agricoles (46,6 % en 2018), en diminution par rapport à 1990 (50,4 %). La répartition détaillée en 2018 est la suivante : 
terres arables (40,8 %), forêts (26,7 %), zones urbanisées (16,4 %), zones industrielles ou commerciales et réseaux de communication (10,3 %), zones agricoles hétérogènes (5,8 %). L'évolution de l’occupation des sols de la commune et de ses infrastructures peut être observée sur les différentes représentations cartographiques du territoire : la carte de Cassini (XVIIIe siècle), la carte d'état-major (1820-1866) et les cartes ou photos aériennes de l'IGN pour la période actuelle (1950 à aujourd'hui).

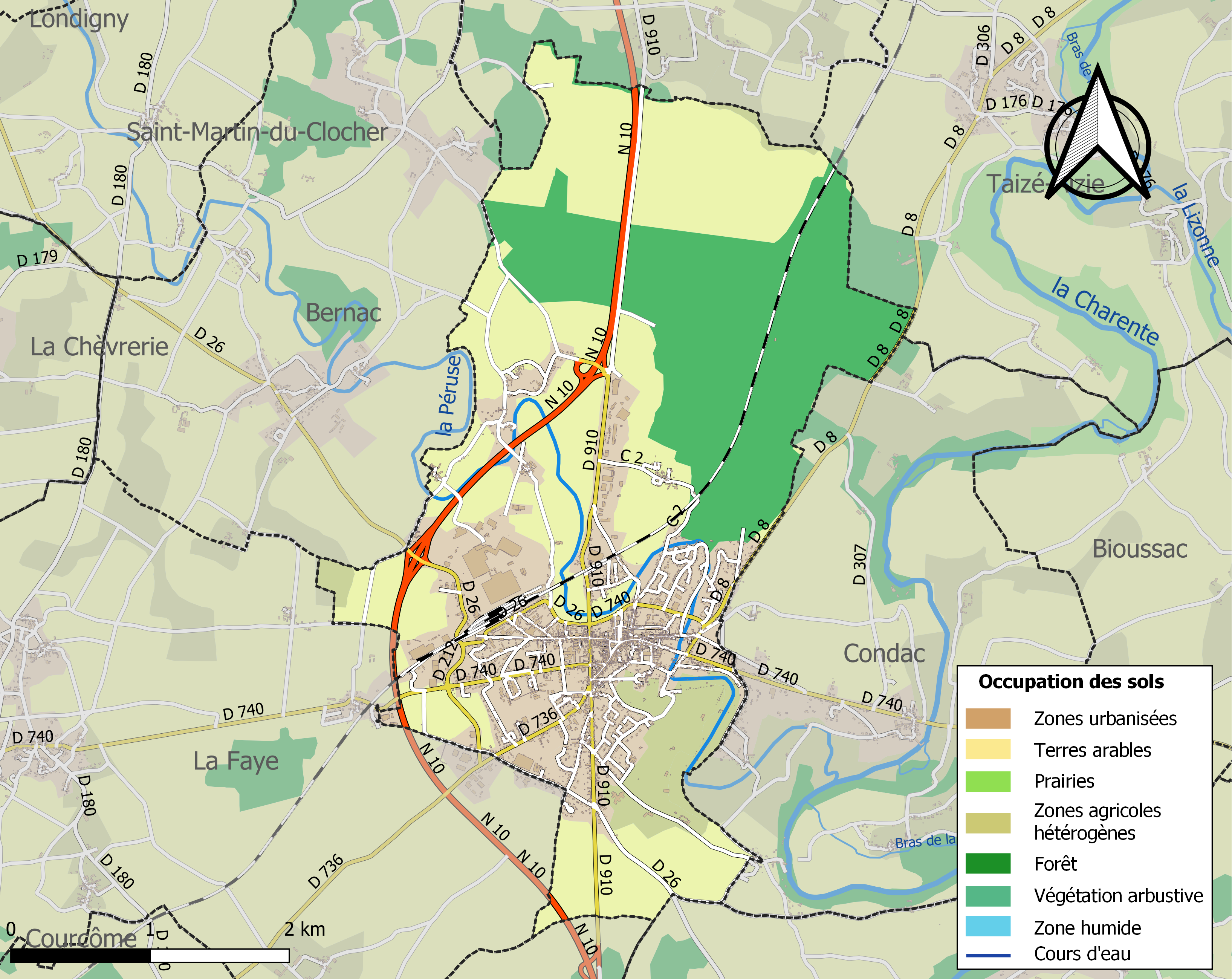
Carte des infrastructures et de l'occupation des sols de la commune en 2018 (CLC).

### Risques majeurs
Le territoire de la commune de Ruffec est vulnérable à différents aléas naturels : météorologiques (tempête, orage, neige, grand froid, canicule ou sécheresse), inondations et séisme (sismicité modérée). Il est également exposé à deux risques technologiques, le transport de matières dangereuses et la rupture d'un barrage. Un site publié par le BRGM permet d'évaluer simplement et rapidement les risques d'un bien localisé soit par son adresse soit par le numéro de sa parcelle.

#### Risques naturels
Certaines parties du territoire communal sont susceptibles d’être affectées par le risque d’inondation par débordement de cours d'eau, notamment la Péruse. La commune a été reconnue en état de catastrophe naturelle au titre des dommages causés par les inondations et coulées de boue survenues en 1982, 1983, 1993, 1999, 2013 et 2014,.

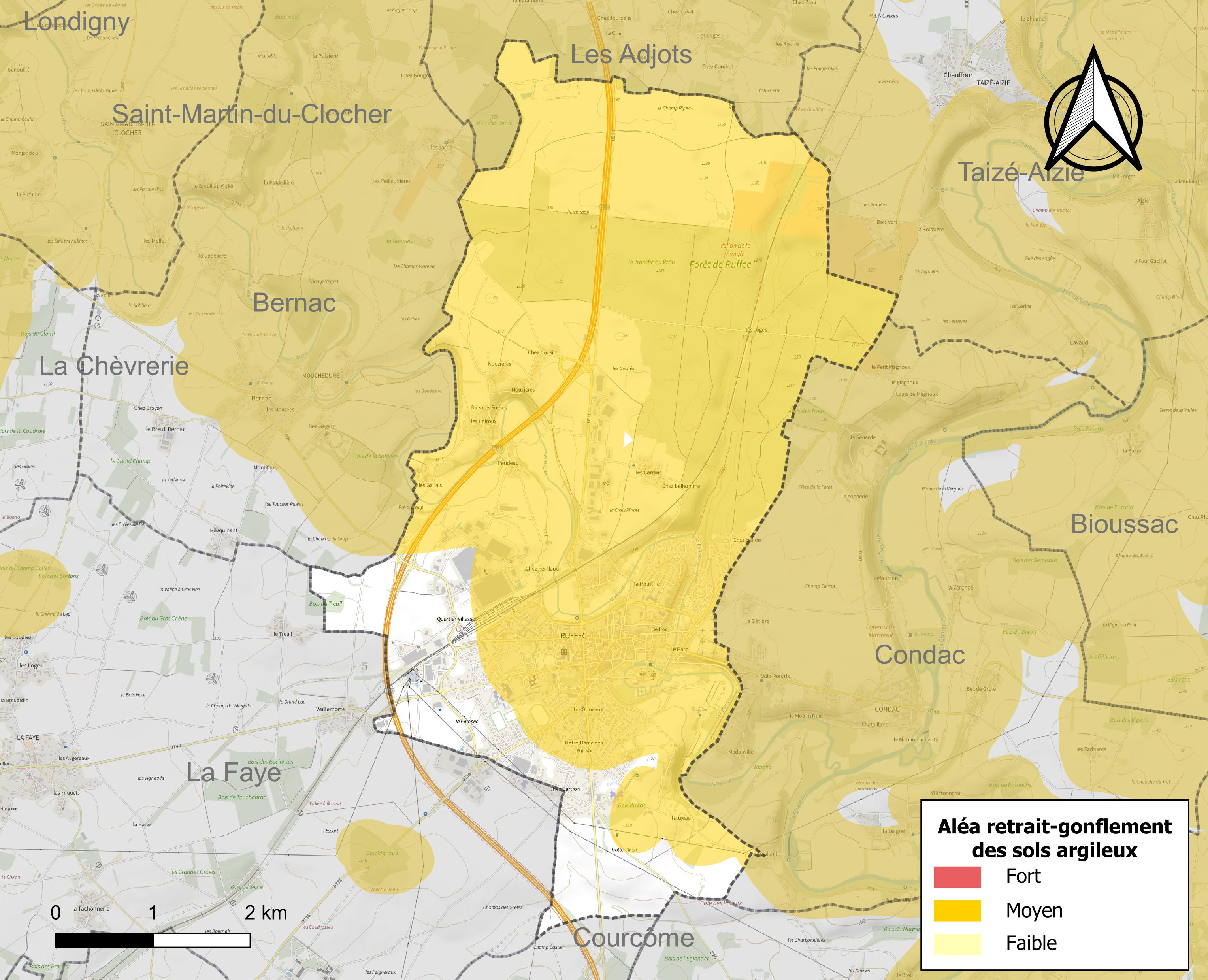
Carte des zones d'aléa retrait-gonflement des sols argileux de Ruffec.

Le retrait-gonflement des sols argileux est susceptible d'engendrer des dommages importants aux bâtiments en cas d’alternance de périodes de sécheresse et de pluie. 84,3 % de la superficie communale est en aléa moyen ou fort (67,4 % au niveau départemental et 48,5 % au niveau national). Sur les 1 761 bâtiments dénombrés sur la commune en 2019, 1 544 sont en aléa moyen ou fort, soit 88 %, à comparer aux 81 % au niveau départemental et 54 % au niveau national. Une cartographie de l'exposition du territoire national au retrait gonflement des sols argileux est disponible sur le site du BRGM,.
Par ailleurs, afin de mieux appréhender le risque d’affaissement de terrain, l'inventaire national des cavités souterraines permet de localiser celles situées sur la commune.
Concernant les mouvements de terrains, la commune a été reconnue en état de catastrophe naturelle au titre des dommages causés par la sécheresse en 1989, 2003 et 2005 et par des mouvements de terrain en 1999.

#### Risques technologiques
Le risque de transport de matières dangereuses sur la commune est lié à sa traversée par une ou des infrastructures routières ou ferroviaires importantes ou la présence d'une canalisation de transport d'hydrocarbures. Un accident se produisant sur de telles infrastructures est susceptible d’avoir des effets graves sur les biens, les personnes ou l'environnement, selon la nature du matériau transporté. Des dispositions d’urbanisme peuvent être préconisées en conséquence.
La commune est en outre située en aval du barrage de Mas Chaban, un ouvrage de classe A. À ce titre elle est susceptible d’être touchée par l’onde de submersion consécutive à la rupture de cet ouvrage.

## Toponymie
Les formes anciennes sont Rolfiacus en 980, in vicaria Rufiaco entre 988 et 1031,, Ruffiaco en 1197, Roffiaco en 1320. Les formes anciennes sont semblables à celles de Rouffiac.
L'origine du nom de Ruffec remonterait à un nom de personne gallo-romain Ruffius auquel est apposé le suffixe -acum, ce qui correspondrait à Ruffiacum, « domaine de Ruffius ».

## Histoire

### Moyen Âge
Ruffec, depuis plus de 1 000 ans, se veut cité passante et prospère au sud du seuil du Poitou.
Entre 995 et 1028, Guillaume IV Taillefer, comte d'Angoulême, ami intime du duc d'Aquitaine, Guillaume le Grand, reçut de ce dernier le domaine de Ruffec. Celui-ci fut intégré au comté d'Angoumois pour ne plus jamais en être séparé.
Au début du XIe siècle, la terre de Ruffec fut donnée par les Taillefer aux seigneurs de Marcillac et de Montignac. D'abord baronnie, elle devint une vicomté. Au XIVe siècle, la terre de Ruffec passa dans la maison des Volvire avec le mariage d'Hervé de Volvire avec Eléonore de Ruffec.
Entre le Xe et XVIIIe siècles, comme sa voisine Condac, Ruffec était le siège d'une viguerie, qui rendait la justice localement. Elle était alors dans le diocèse de Poitiers, puis fut rattachée aux six autres du comté d'Angoulême, qui en comptera une vingtaine de par son extension au XIe siècle.
La ville se bâtit un château forteresse, avec l'aide de la riche abbaye de Nanteuil, une église, et, peu à peu, établit son habitat sur le promontoire qui domine ses deux rivières, le Lien et la Péruse, dont la première est la mystérieuse résurgence de l'autre.
La ville de Ruffec était entourée d'une ceinture de murailles, dont le périmètre était assez important, mais dont il ne reste rien. Le château, siège de la seigneurie, était à l'extérieur de ces murailles, sur une plateforme dominant le Lien, en vis-à-vis de la ville.
Aux XIIIe et XIVe siècles, trois conciles se sont tenus dans l'église Saint-André : en 1251, 1304 et 1327. Celui de 1304 fut tenu sous la présidence de Bertrand de Goth, archevêque de Bordeaux, qui est devenu par la suite le pape Clément V.
Charles VII et son fils, le futur Louis XI, visitèrent Ruffec pour Pâques 1443. Le dauphin faillit d'ailleurs y perdre la vie au cours d'une sortie en barque sur la Charente.

#### Anciennes églises
En plus de l'église Saint-André, Ruffec possédait deux autres églises correspondant à d'anciennes paroisses. Saint-Benoît ou Saint-Blaise, dans le faubourg du Pontereau, dont les ruines sont encore visibles, et Saint-Georges, située à l'ouest. Ces paroisses se fondirent au XVe siècle avec celle de Saint-André.

### Époque moderne
En 1548, lors de l'insurrection de la gabelle, une partie des insurgés, menés par Boisménier et ses lieutenants, se dirigea vers Ruffec, détruisit le grenier à sel et se livra au pillage. Ils furent arrêtés à Saint-Amant-de-Boixe lors de leur retour.
Lors des guerres de Religion, le protestantisme fit de nombreux adeptes. Mais en 1569, l'armée catholique commandée par duc d'Anjou prit la ville et en chassa les protestants, en tuant de nombreux.
À cette époque, l'église romane, dédiée à saint André, fut détruite par un incendie et reconstruite dans le style gothique. Seule la façade fut conservée,.
En 1573, Philippe Ier de Volvire, baron de Ruffec et fervent catholique qui avait mené de récentes batailles pour la cause royale, fut nommé gouverneur de l'Angoumois par Catherine de Médicis.
En 1584 (ou 1588 selon Martin-Buchey), il reçut le droit de faire de sa terre un marquisat fort de 35 ou 36 paroisses et 200 maisons nobles (selon les sources), un des plus grands du royaume de France : Aiguependant (Barro), Ambourie, Ampuré, Bernac, Bioussac, Bouin, Brettes, Charmé, Condac, Hanc, La Chèvrerie, La Faye, La Madeleine, Le Breuil-Coiffaud, Les Adjots, Londigny, Longré, Montalembert, Montjean, Nersay, Paizay-Naudouin, Pioussay, Raix, Ruffec ville, Saint Gervais, Saint Martin du Clocher, Saveilles, Souvigné, Taizé-Aizie, Theil-Rabier, Tessé-la-Forêt, Tuzie, La Croix-Geoffroy, Villefagnan, Villegast et Villiers-le-Roux.
En 1651 (ou 1637 selon Martin-Buchey), après son mariage avec Eléonore de Volvire, François de L'Aubespine, marquis de Châteauneuf et d'Hauterive est également marquis du lieu. Leur fille, Charlotte de L'Aubespine épouse en 1672 Claude de Rouvroy, 1er duc de Saint-Simon et transmet Ruffec à son fils le mémorialiste Louis de Rouvroy, duc de Saint Simon, dont les deux fils, morts avant lui, portent successivement le titre d'attente de duc de Ruffec.
Le 6 décembre 1763, Marie Christine Chrétienne de Rouvroy de Saint Simon, petite-fille du mémorialiste, « mademoiselle de Ruffec », puis comtesse de Valentinois, vend Ruffec au comte de Broglie qui le possédait encore à la Révolution.

### Epoque contemporaine
En 1790, plusieurs paroisses du marquisat de Ruffec (Bouin, Hanc, Pioussay, Le Breuil-Coiffaud, etc.) ont été détachées de l'Angoumois à la création du département voisin des Deux-Sèvres.
La Révolution a permis à deux enfants de la ville, Pinoteau et Laroche, de s'illustrer sur les champs de bataille jusqu'à devenir généraux de l'Empire.
En 1790, Ruffec devient chef-lieu de son district. En 1800, elle devient chef-lieu de l'arrondissement de Ruffec. Elle le restera jusqu'en 1926.
Au  XIXe siècle, la cité ruffécoise se donna, grâce au savoir-faire de ses habitants, les conditions et les équipements du progrès : des routes, un hôtel de ville, une halle aux grains, un marché, une gare, le gaz et l'eau courante.
Pendant la première moitié du XXe siècle, la gare de Ruffec était aussi le point de départ de deux autres lignes ferroviaires : la ligne de Roumazières et la ligne de Niort.
À cette époque, les foires se tenaient le 28 de chaque mois, les transactions céréalières y étaient nombreuses. Ruffec était aussi connu pour ses pâtés de perdreaux truffés.
Au XXe siècle, malgré les deux guerres, Ruffec compléta son patrimoine : écoles, collèges, lycées, stades, piscines, hôpital, assainissement, cinémas, salle culturelle…
La ville fut, durant les années terribles de la guerre, un centre de la Résistance pour l'évacuation des aviateurs alliés vers l'Espagne et le lieu de sauvetage des deux héros de l'opération Cockleshell racontée dans le film britannique Commando sur la Gironde.

## Politique et administration

### Liste des maires
| Période                                  | Période   | Identité                       | Étiquette    | Qualité                                          |
| ---------------------------------------- | --------- | ------------------------------ | ------------ | ------------------------------------------------ |
| Les données manquantes sont à compléter. |           |                                |              |                                                  |
|                                          | juin 1800 | Louis Seillier                 |              | Agent municipal, directeur de la forge de Ruffec |
| juin 1800                                | juin 1811 | François Hilaire Alexis Chabot |              | Greffier au tribunal, avocat au Parlement        |
| août 1811                                |           | Pierre Benjamin Gendronneau    |              | Négociant                                        |
| Les données manquantes sont à compléter. |           |                                |              |                                                  |
| 1971                                     | 1989      | Michel Alloncle                | UDR puis RPR | Député, Sénateur, conseiller général             |
| 1989                                     | 2020      | Bernard Charbonneau            | DVG          | conseiller général                               |
| 2020                                     | En cours  | Thierry Bastier                | SE           |                                                  |

## Démographie

### Évolution démographique
L'évolution du nombre d'habitants est connue à travers les recensements de la population effectués dans la commune depuis 1793. Pour les communes de moins de 10 000 habitants, une enquête de recensement portant sur toute la population est réalisée tous les cinq ans, les populations de référence des années intermédiaires étant quant à elles estimées par interpolation ou extrapolation. Pour la commune, le premier recensement exhaustif entrant dans le cadre du nouveau dispositif a été réalisé en 2008.

En 2022, la commune comptait 3 394 habitants, en évolution de −1,39 % par rapport à 2016 (Charente : −0,48 %, France hors Mayotte : +2,11 %).
| 1793  | 1800  | 1806  | 1821  | 1831  | 1841  | 1846  | 1851  | 1856  |
| ----- | ----- | ----- | ----- | ----- | ----- | ----- | ----- | ----- |
| 1 937 | 2 110 | 2 197 | 2 526 | 3 004 | 2 977 | 3 074 | 3 654 | 3 109 |

| 1861  | 1866  | 1872  | 1876  | 1881  | 1886  | 1891  | 1896  | 1901  |
| ----- | ----- | ----- | ----- | ----- | ----- | ----- | ----- | ----- |
| 3 235 | 3 175 | 3 233 | 3 385 | 3 642 | 3 589 | 3 527 | 3 426 | 3 474 |

| 1906  | 1911  | 1921  | 1926  | 1931  | 1936  | 1946  | 1954  | 1962  |
| ----- | ----- | ----- | ----- | ----- | ----- | ----- | ----- | ----- |
| 3 375 | 3 483 | 3 231 | 3 194 | 3 292 | 3 467 | 3 874 | 3 724 | 4 009 |

| 1968  | 1975  | 1982  | 1990  | 1999  | 2006  | 2008  | 2013  | 2018  |
| ----- | ----- | ----- | ----- | ----- | ----- | ----- | ----- | ----- |
| 4 157 | 4 241 | 4 193 | 3 893 | 3 630 | 3 614 | 3 575 | 3 489 | 3 377 |

| 2022  | - | - | - | - | - | - | - | - |
| ----- | - | - | - | - | - | - | - | - |
| 3 394 | - | - | - | - | - | - | - | - |

### Pyramide des âges
La population de la commune est relativement âgée.
En 2018, le taux de personnes d'un âge inférieur à 30 ans s'élève à 28 %, soit en dessous de la moyenne départementale (30,2 %). À l'inverse, le taux de personnes d'âge supérieur à 60 ans est de 40,8 % la même année, alors qu'il est de 32,3 % au niveau départemental.
En 2018, la commune comptait 1 574 hommes pour 1 803 femmes, soit un taux de 53,39 % de femmes, légèrement supérieur au taux départemental (51,59 %).
Les pyramides des âges de la commune et du département s'établissent comme suit.
| Hommes | Classe d’âge | Femmes |
| ------ | ------------ | ------ |
| 2,2    | 90 ou +      | 4,8    |
| 13,3   | 75-89 ans    | 19,9   |
| 18,4   | 60-74 ans    | 22,1   |
| 19,8   | 45-59 ans    | 18,0   |
| 14,4   | 30-44 ans    | 10,9   |
| 19,7   | 15-29 ans    | 14,8   |
| 12,3   | 0-14 ans     | 9,6    |

| Hommes | Classe d’âge | Femmes |
| ------ | ------------ | ------ |
| 1      | 90 ou +      | 2,7    |
| 9,2    | 75-89 ans    | 12     |
| 20,6   | 60-74 ans    | 21,3   |
| 20,7   | 45-59 ans    | 20,3   |
| 16,8   | 30-44 ans    | 16     |
| 15,6   | 15-29 ans    | 13,4   |
| 16,1   | 0-14 ans     | 14,3   |

## Équipements, services et vie locale

### Enseignement
Le collège d'enseignement secondaire Val de Charente regroupe 300 élèves de la 6e à la 3e répartis dans 15 classes dont une SEGPA. Le lycée professionnel Louise-Michel est un établissement public accueillant les élèves de la 3e au BTS.
Ruffec possède une école élémentaire, Edmond-Méningaud, comprenant 8 classes dont une classe d'intégration scolaire (ULIS), ainsi qu'une école maternelle, les Castors, comprenant 5 classes. L'enseignement privé y est également présent avec l'école et le collège Sacré-Cœur ainsi que le lycée privé polyvalent Roc-Fleuri proposant des formations de la 4e au BTS et un bac général.

### Transports
La commune dispose d'une gare, desservie par les TER qui circulent entre Angoulême et Poitiers, mais également des TGV entre Bordeaux et Paris jusqu'au 1er juillet 2017.

### Foires et marchés
1. le marché tous les mercredis et samedis
2. les foires, les 13 et 28 de chaque mois

## Lieux et monuments

### Patrimoine religieux

#### Église paroissiale Saint-André
Ancienne vicairie perpétuelle et siège d'un archiprêtré, cette église, de l'ancien diocèse de Poitiers, appartenait à l'abbaye de Nanteuil. Elle date de la seconde moitié du XIIe siècle par sa façade et les restes du croisillon sud, et du XVe siècle par les autres parties. La façade  romane, classée aux Monuments historiques le 20 mars 1903, comprend une porte à trois rouleaux et cordons très ornés, avec de riches chapiteaux sur ses colonnes. Un rouleau intérieur lui a été ajouté à la Renaissance, avec linteau horizontal, soulagé par un arc brisé. Deux arcades aveugles l'accostent, à un rouleau et un cordon. Quatre colonnes, terminées par un cône, divisent verticalement cette façade surmontée d'un pignon. Deux ailes ont été ajoutées au XVe siècle. Leur toit continue le pignon de la partie centrale.
La largeur de la partie romane de la façade, treize mètres, permet de penser que l'église primitive était à bas-côtés.
La façade aurait été profondément remaniée au milieu du XVIIe siècle à la suite d'un incendie, et reconstruite dans le style gothique.
Elle est classée monument historique depuis 1903.

L'église Saint-André
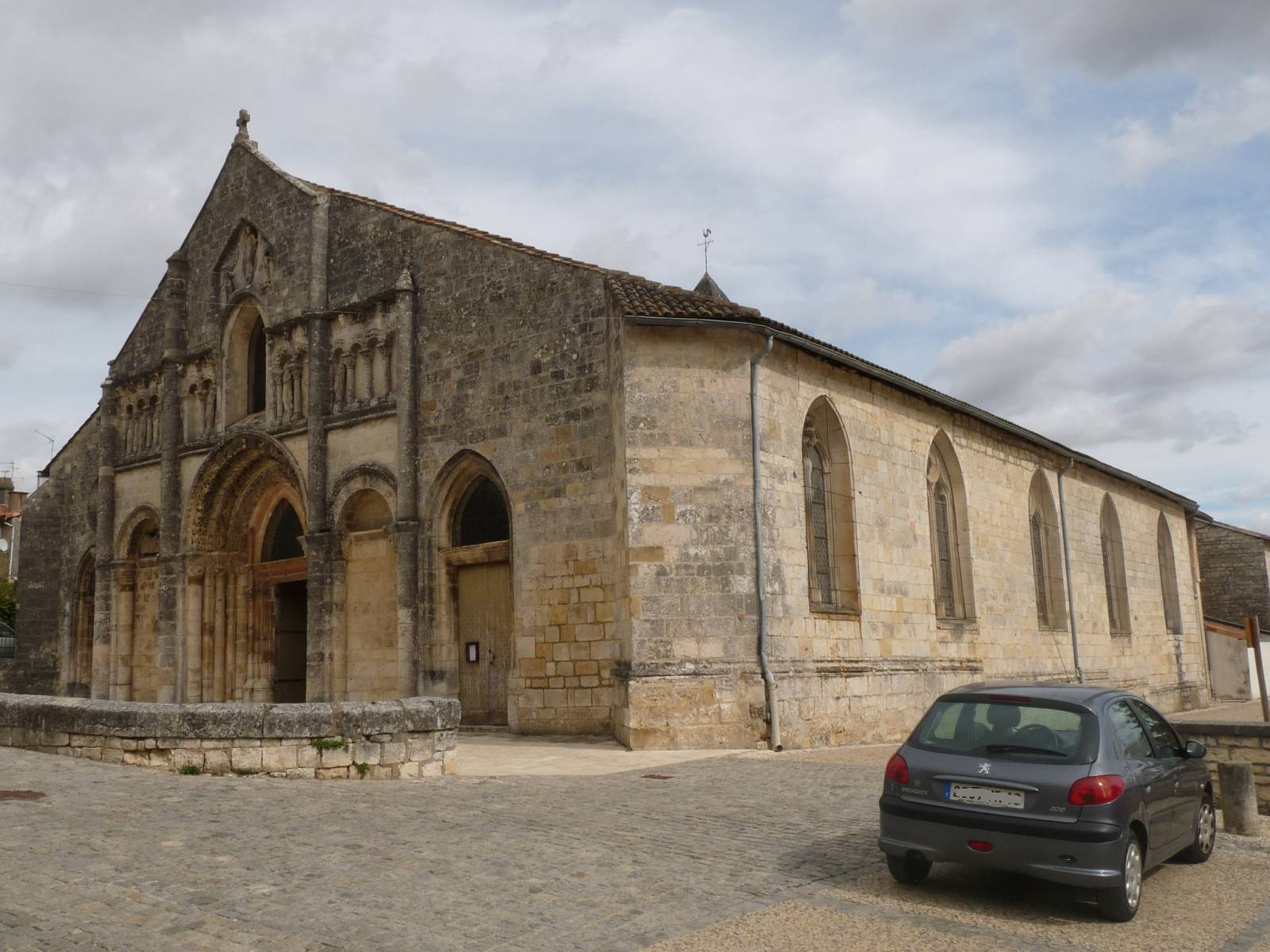
Vue générale
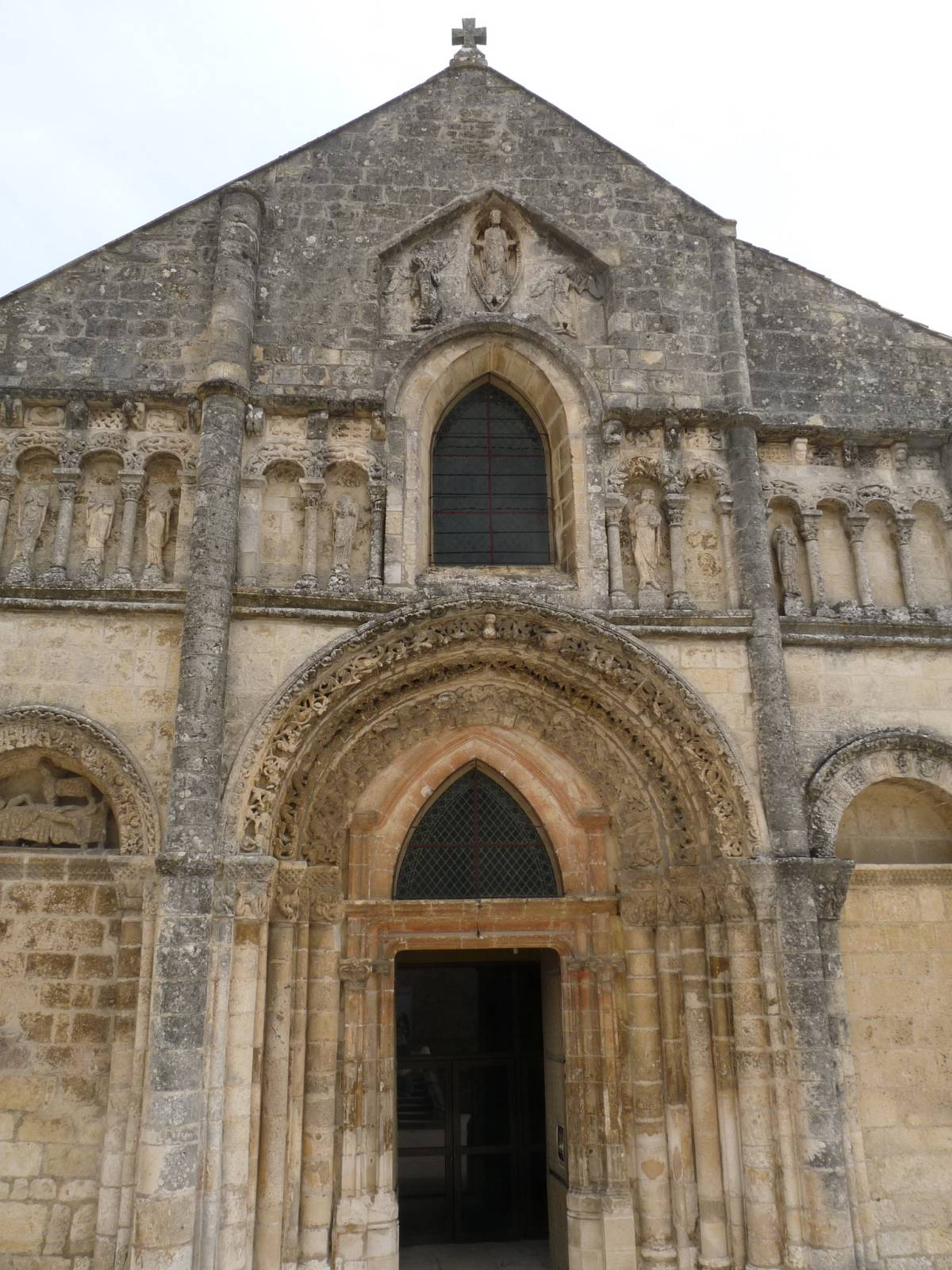
La façade
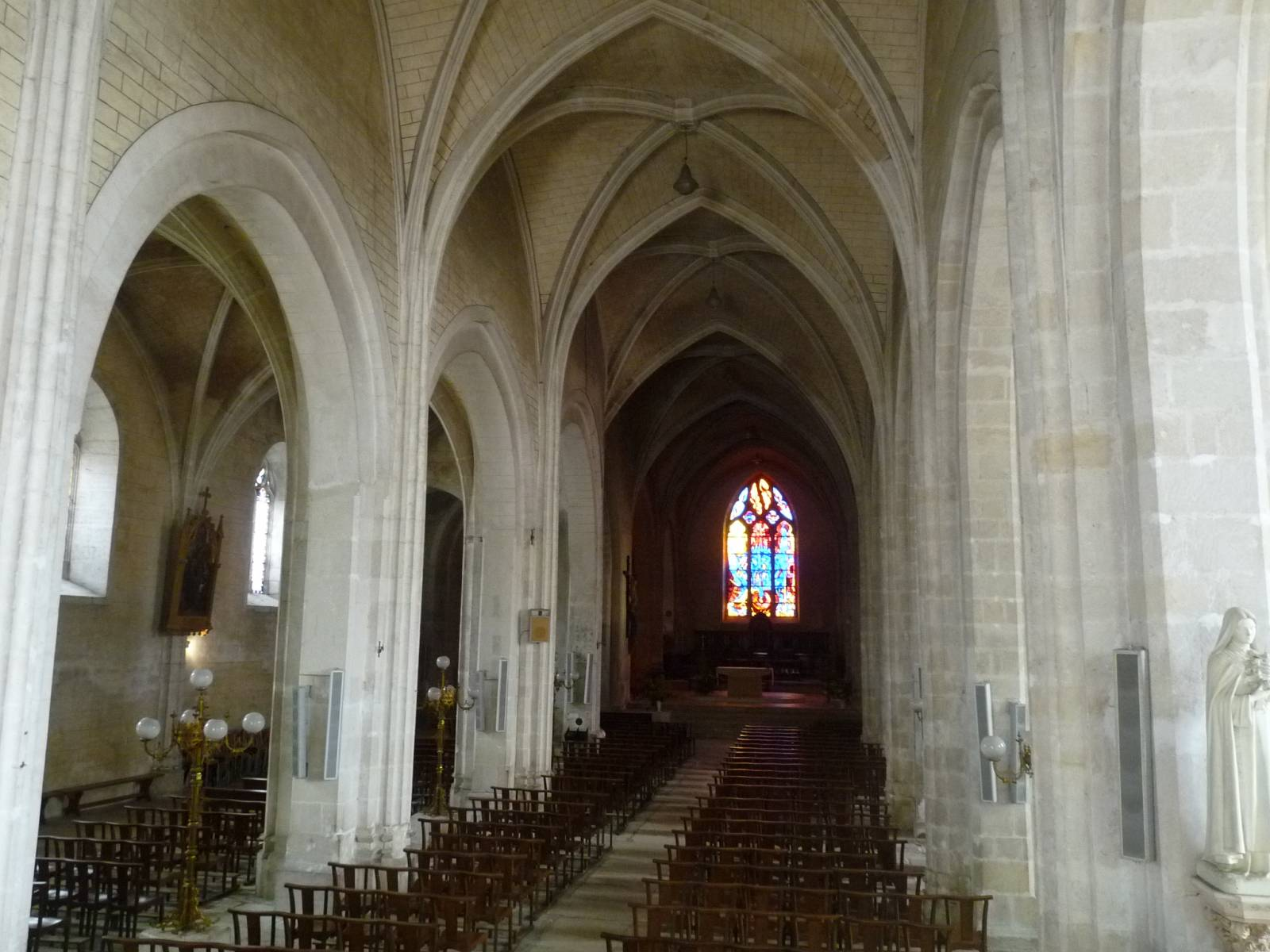
La nef
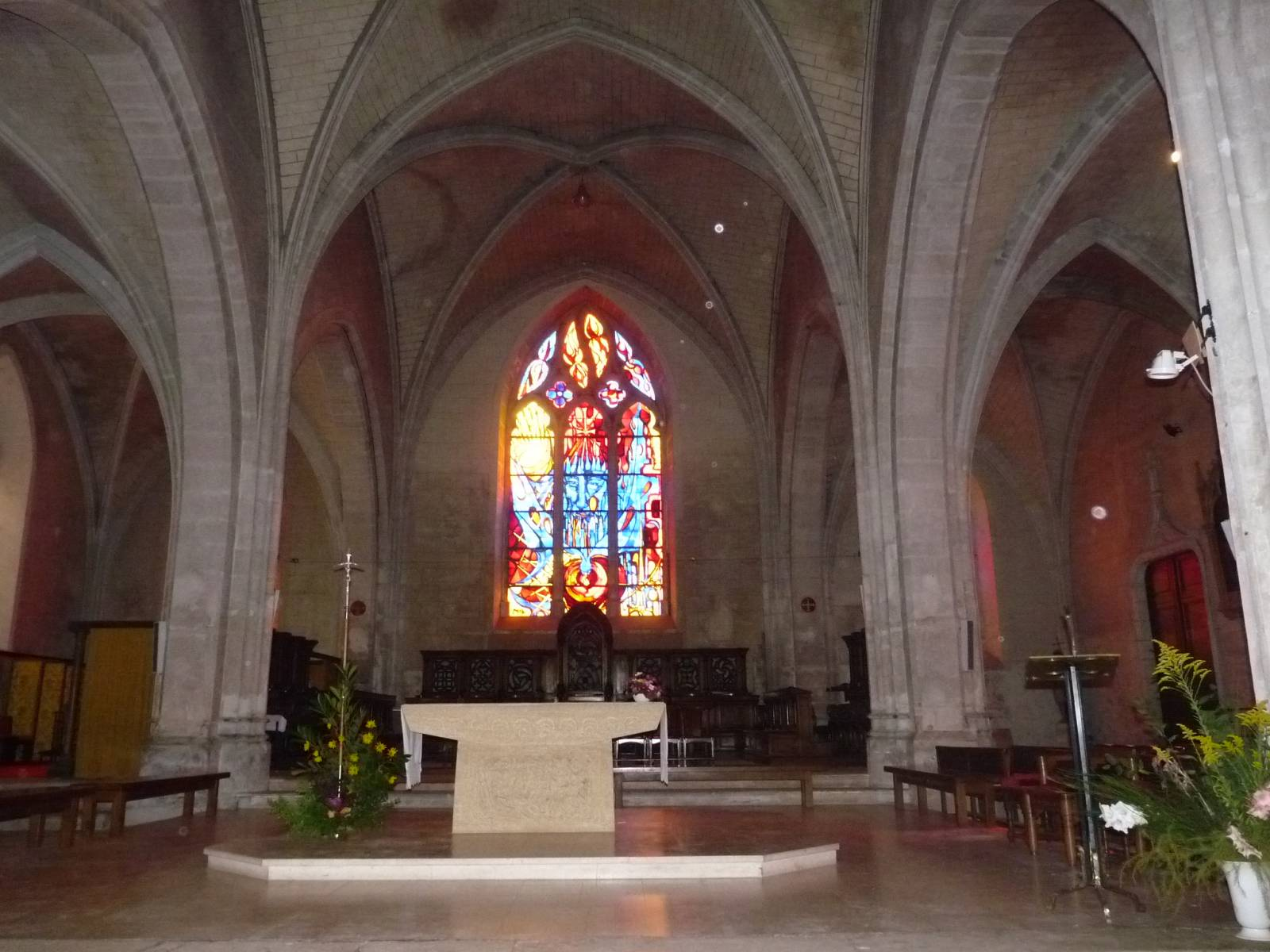
Le chœur
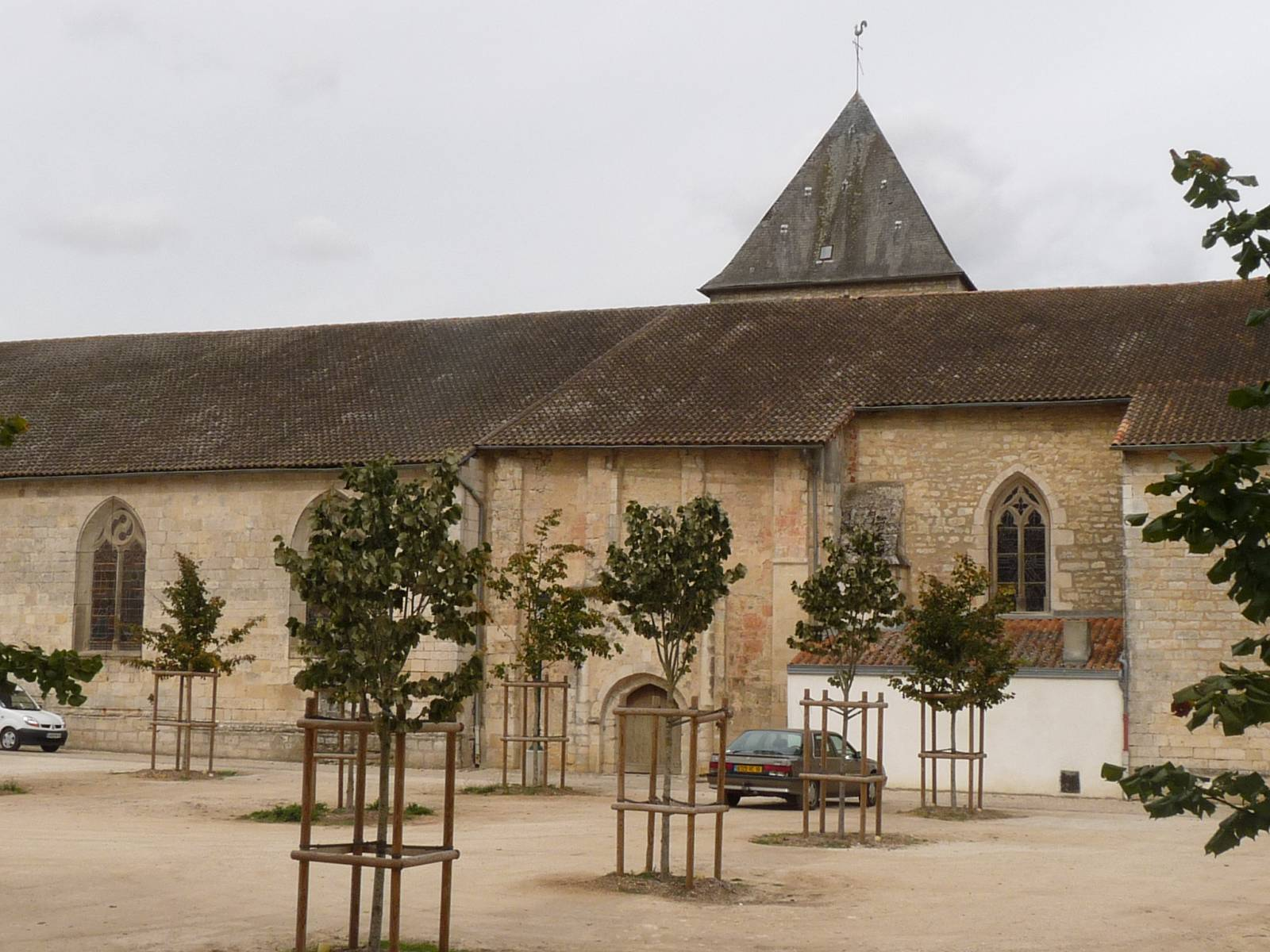
Mur latéral de la nef et le clocher
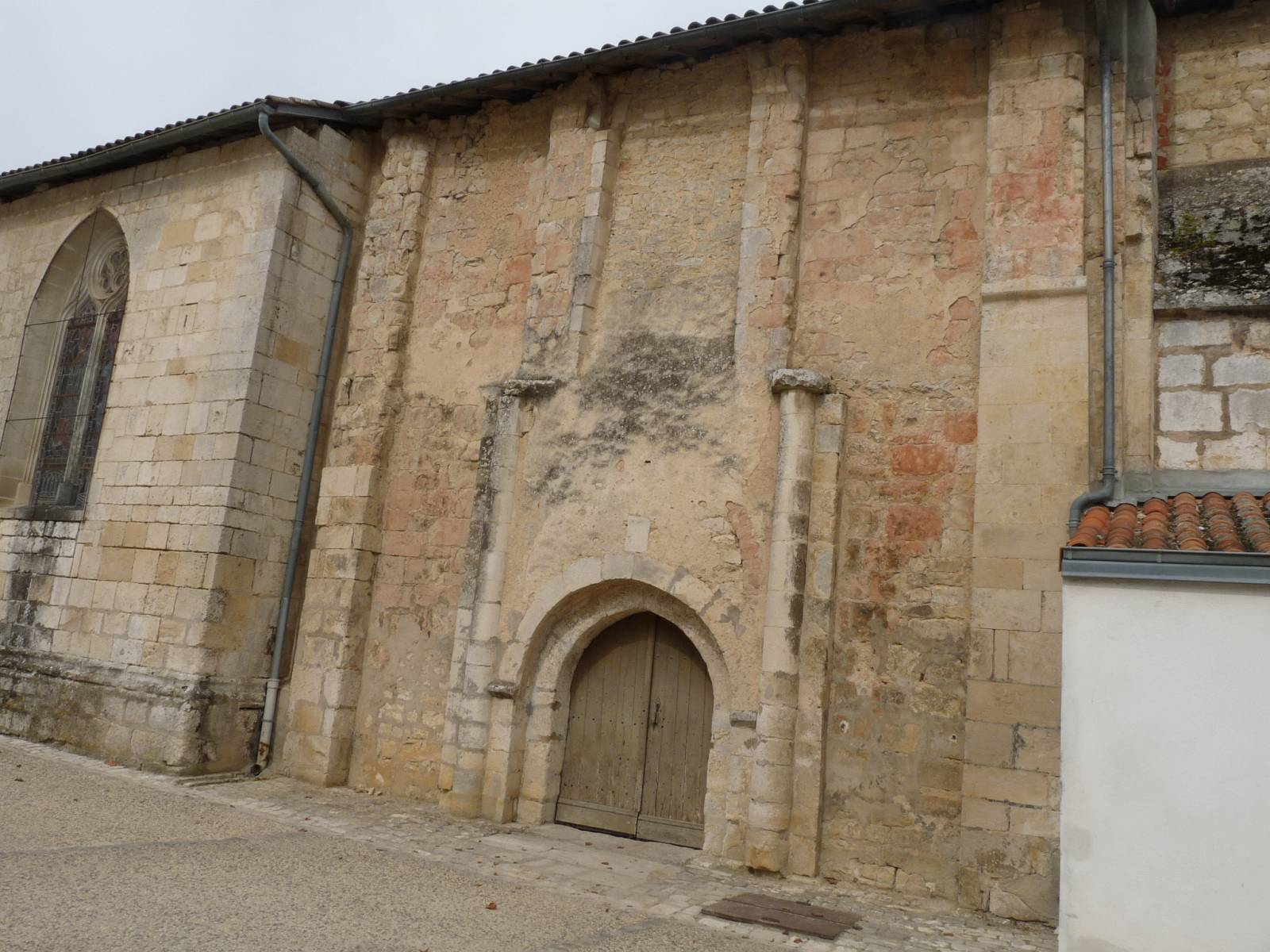
Porte latérale

#### Chapelle Saint-Blaise
Les vestiges de cette église désaffectée se trouvent non loin de la vieille ville, rue du Pontreau. Elle est inscrite aux monuments historiques depuis 1973.

La chapelle Saint-Blaise
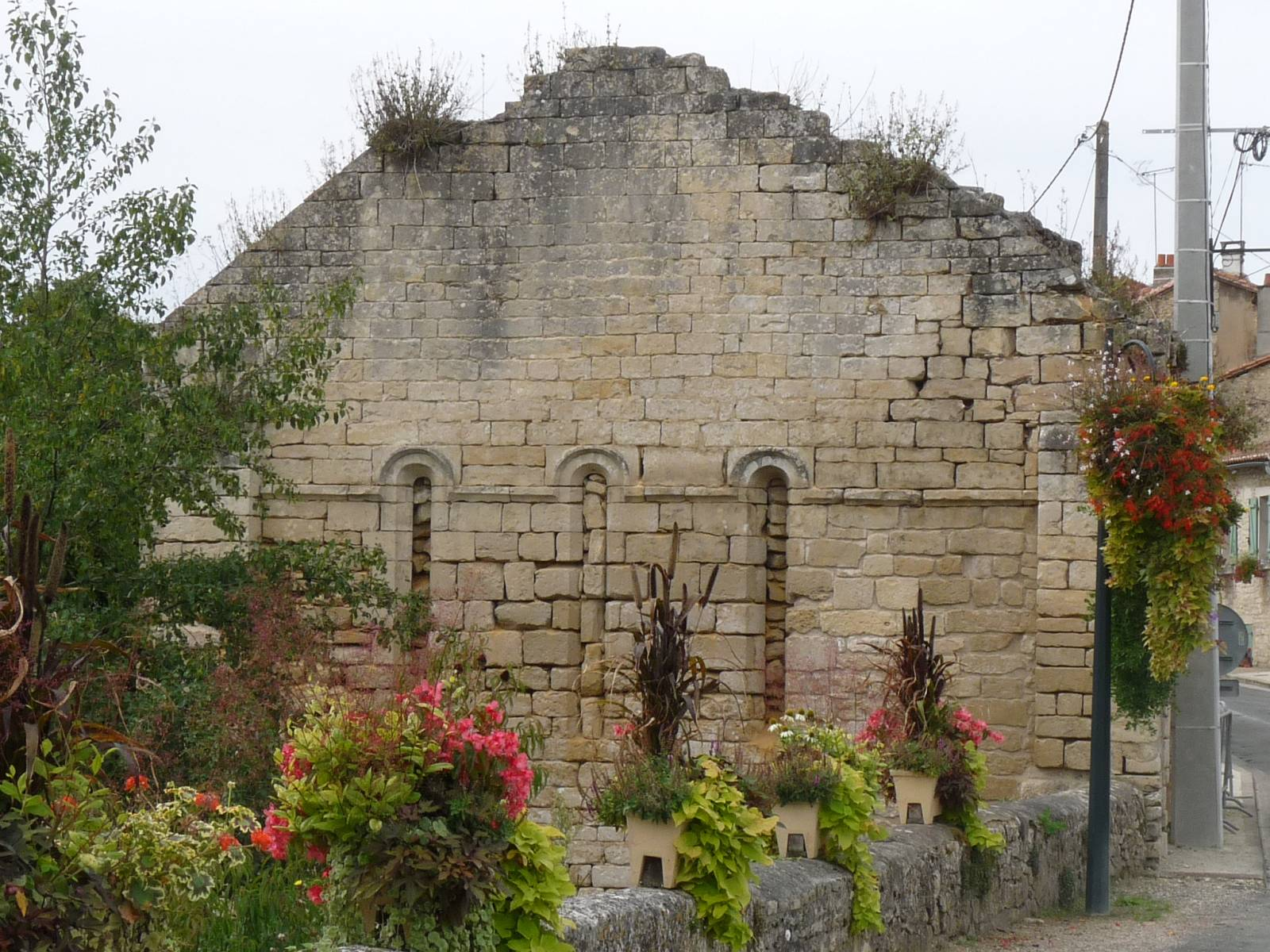
Mur extérieur est
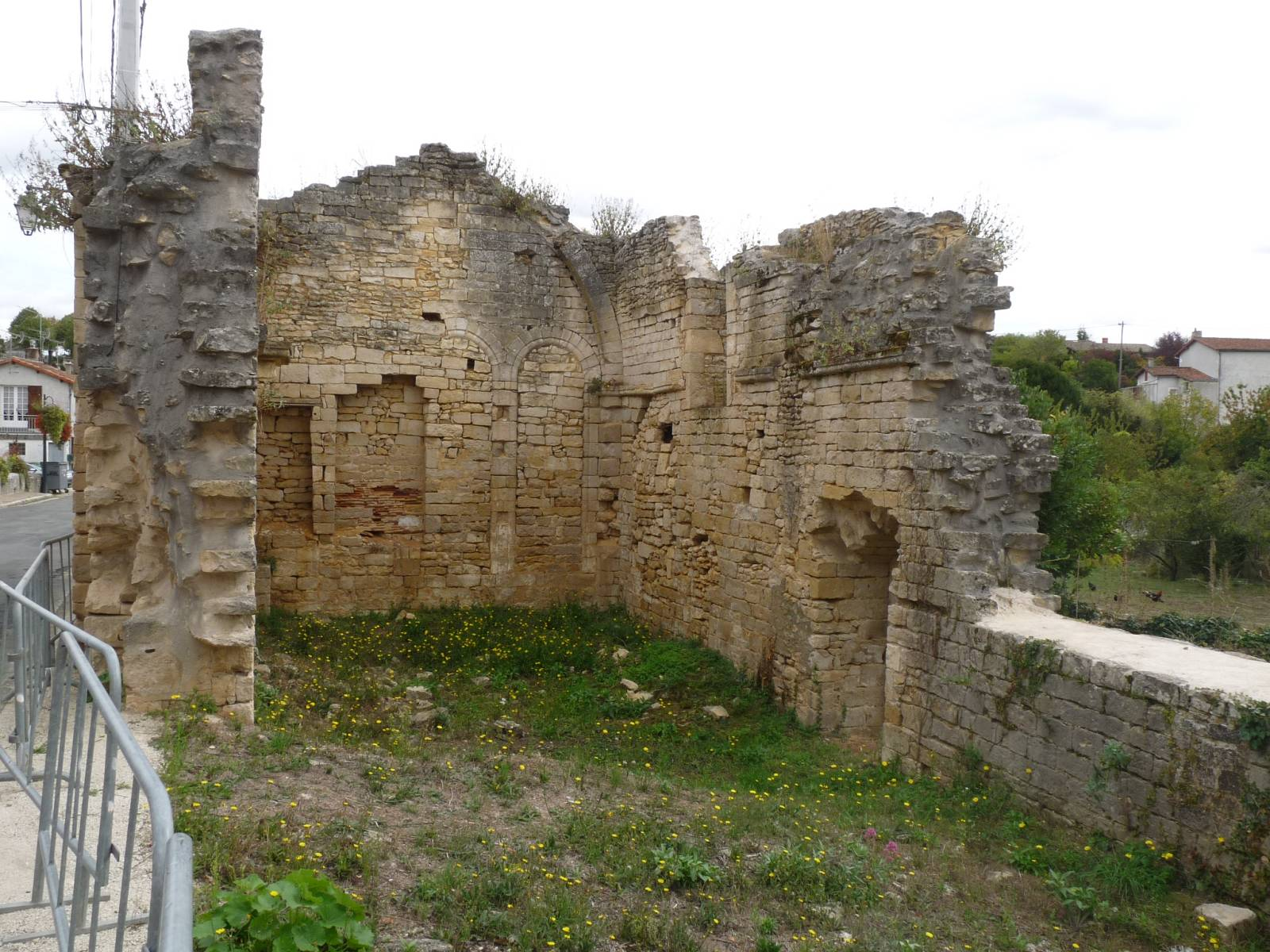
L'intérieur, vu de l'ouest

### Patrimoine civil
La ville possède aussi un vieux quartier situé entre l'hôtel de ville et l'église, ainsi qu'un château situé sur une hauteur au centre d'un ancien méandre du Lien, aménagé à cet endroit en bassin.

Le château et le vieux quartier
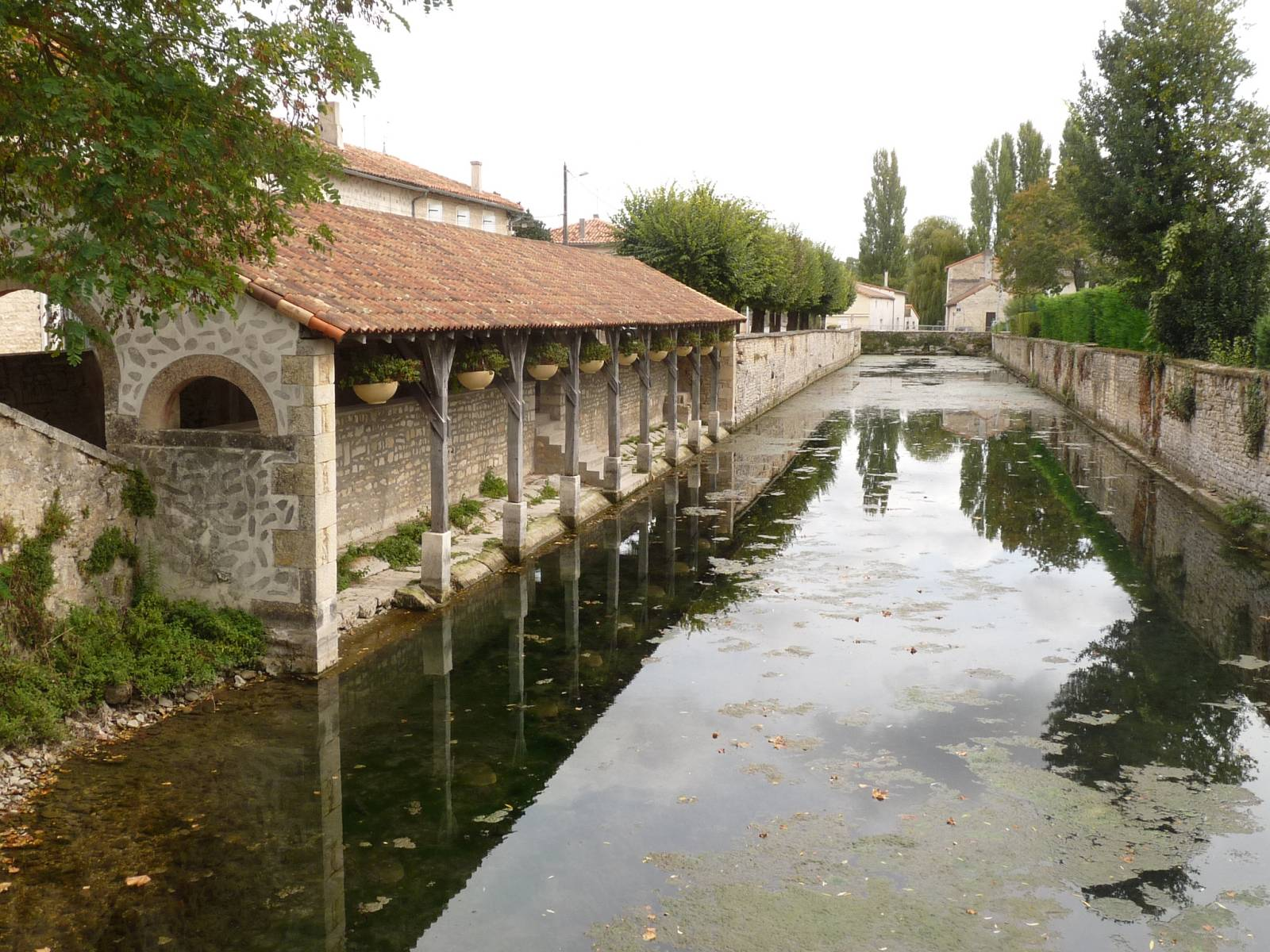
Le Lien au pied du château.
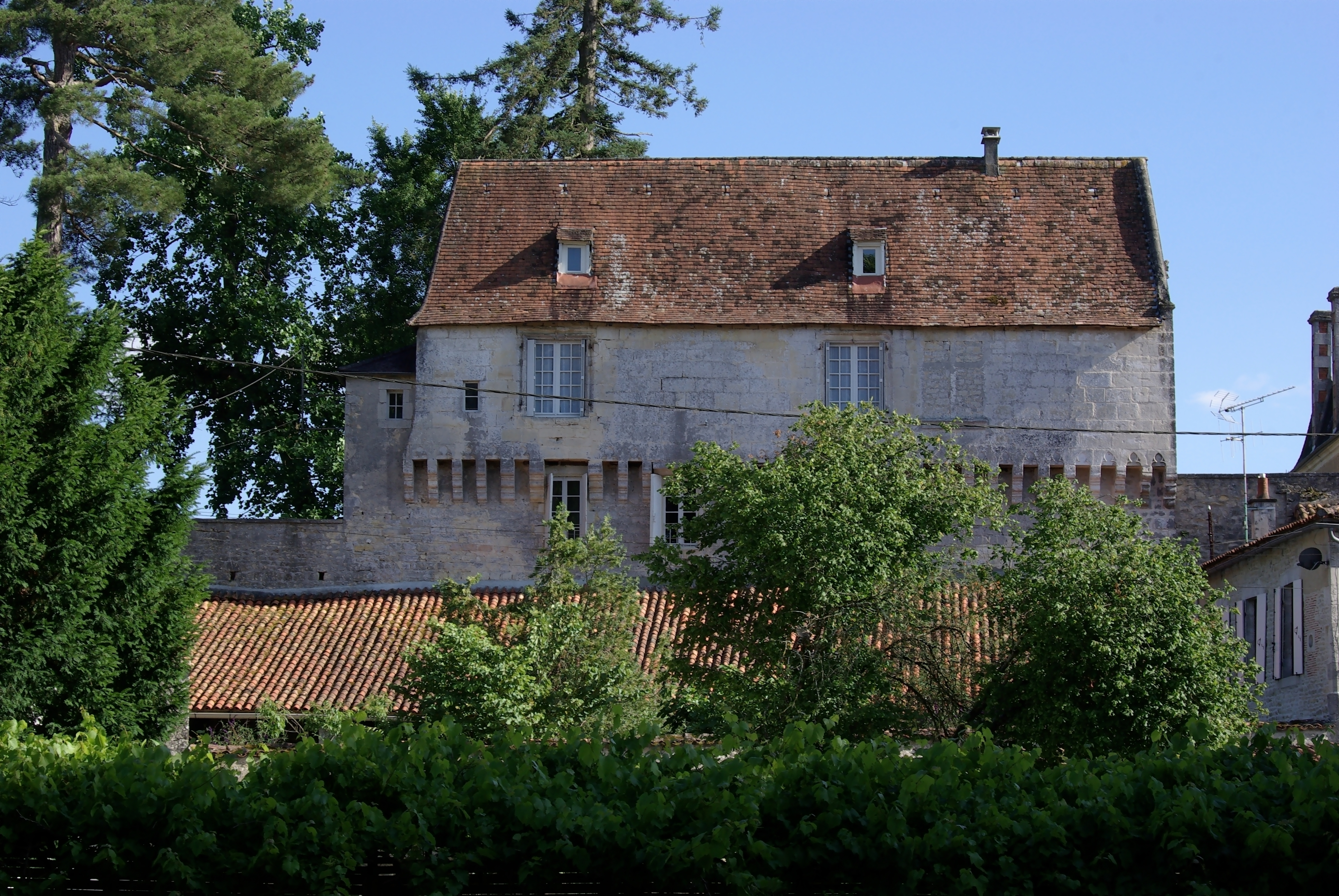
Le château vu de la rue de l’Abreuvoir.
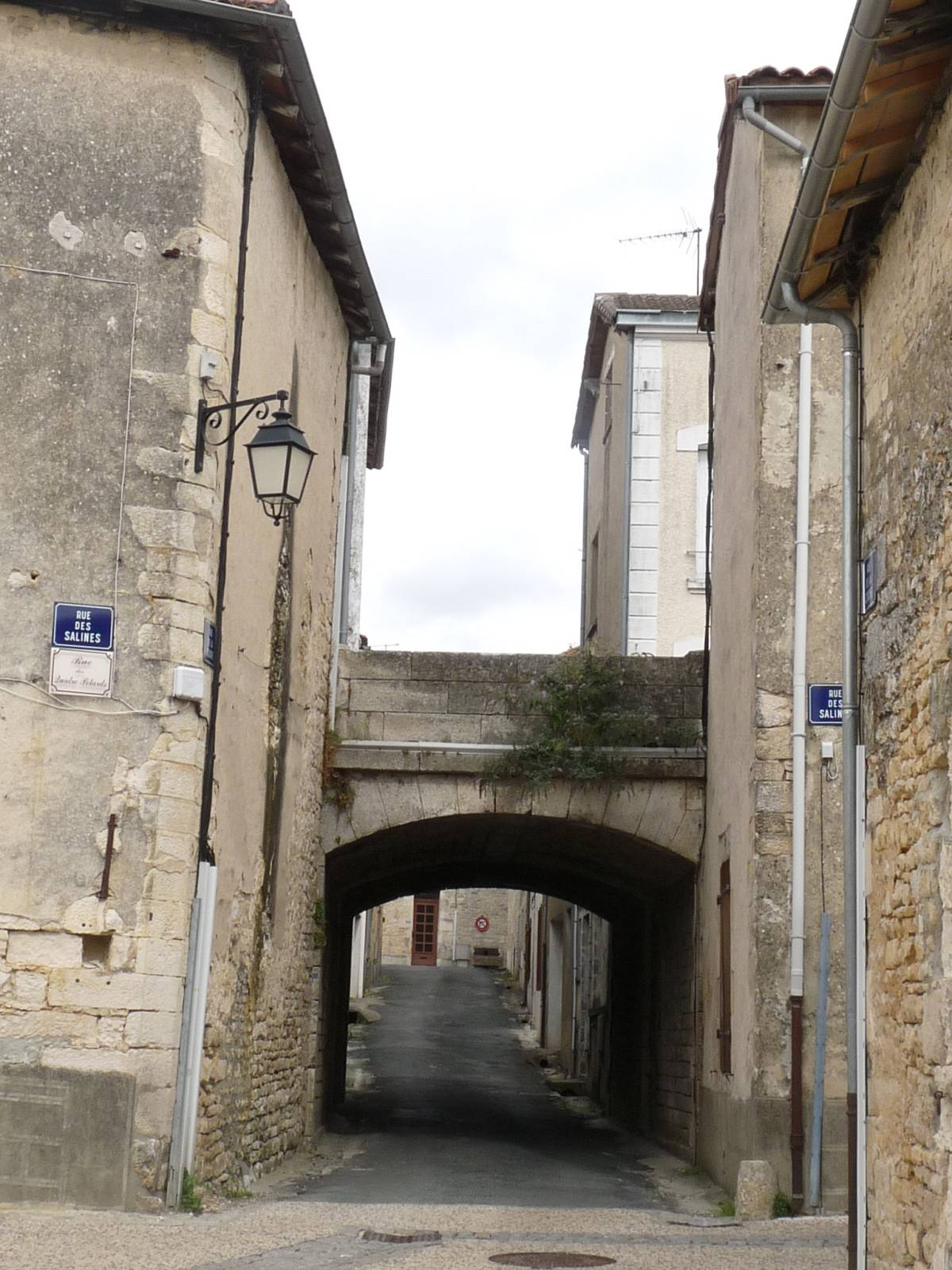
Rue des Salines.

## Jumelages
- Waldsee (Allemagne)[47]
- Pásztó (Hongrie)[48]

## Personnalités liées à la commune
- Louis de Rouvroy (1675-1755), duc de Saint-Simon, marquis de Ruffec, mémorialiste — et sa petite-fille, Marie-Christine de Rouvroy, dont le nom est donné à une rose.
- Charles-François de Broglie (1719-1781), marquis de Ruffec, diplomate[49], chef du Secret du Roi, retiré sur ses terres à Ruffec après sa disgrâce.
- Pierre-Armand Pinoteau (1769-1834), général des armées de la République et de l'Empire, y est né et décédé.
- François Laroche (1775-1823), général des armées de la République et de l'Empire, né à Ruffec.
- André Jules Mimaud (1797-1853), homme politique né à Ruffec, député de la Charente de 1837 à 1840.
- Jean Gasztowtt (1802-1871), participant à l'insurrection de 1831 et émigré polonais, mort à Ruffec.
- Georges Guilhaud (1851-v. 1910), compositeur, né à Ruffec.
- Hector Auguste Charpentier (1822-1887), né à Ruffec, professeur de musique, coauteur de Ruffec, quadrille édité en 1861. Etabli en Corse, à Ulmetu, il officie comme organiste et tente de participer à la création d'une colonie en Océanie, à Port-Breton.
- Ferdinand de Béhagle (1857-1899), marchand et explorateur, né à Ruffec.
- Célestin Sieur (1860-1955), chirurgien militaire français. Médecin général inspecteur. Président de l'Académie nationale de médecine, inhumé à Ruffec.
- Madeleine Coudray (1907-1978), écrivain français, auteur de romans policiers, née à Ruffec.
- Paul Chauvet (1904-2007), administrateur colonial, né à Ruffec.
- Albert Naud (1904-1977), avocat et écrivain. Il apparaît également dans un film de Claude Lelouch. Fait citoyen d'honneur de la ville de Ruffec par le docteur Michel Alloncle, député-maire.
- Daniel Barjolin (1938-2024), coureur cycliste, né à Ruffec.
- Louis Aragon (1897-1982). Durant la période de l’exode, en juin 1940, cet écrivain séjourna clandestinement dans l’hôtel de la « Croix d’Or », situé 3, place d’Armes. Il y conçut et écrivit le roman « Aurélien », dont l’intrigue se déroule à Ruffec. Un film fut tourné plus tard. Source : Henri Gendreau[source insuffisante].
- Michel Alloncle (1928-2003), médecin. Élu député UDR de la Charente en 1968. Réélu en 1973. Élu sénateur RPR de la Charente en 1980. Réélu en 1989. Maire de Ruffec de 1971 à 1989.
- Anne Charrier (1974-), actrice française, née à Ruffec.
- Steeve Barry (1991-), joueur de rugby à XV et international de rugby à sept, né à Ruffec.

De manière fictive, il faut également rattacher à Ruffec le personnage de Rastignac, inventé par Honoré de Balzac dans ses œuvres.

## Héraldique
| Blason de Ruffec | Blason  | De vair au chef palé d'argent et de sable. |
| Blason de Ruffec | Détails | Ces armes n'ont pour origine que la fabrication artificielle en série de blasons par des employés de Charles d'Hozier en 1701. Ruffec est une des rares communes à les avoir conservées. Dans l'Armorial général des communes de France de Jean-Jacques Lartigue, on trouve un fascé d'or et de gueules de six pièces. Le statut officiel du blason reste à déterminer. |